# Natalnachtschwalbe
Die Natalnachtschwalbe, auch Natal-Nachtschwalbe,  (Caprimulgus natalensis) ist eine Vogelart aus der Familie der Nachtschwalben (Caprimulgidae).
Sie kommt in Angola, Äthiopien, Botswana, in der Demokratischen Republik Kongo, in Gabun, Gambia, Kamerun, Mali, Namibia, Sambia, Sierra Leone, Südafrika und Uganda vor.
Ihr Verbreitungsgebiet umfasst feuchtes Grasland und Sumpfgebiete von 600 bis 2200 m.

## Beschreibung

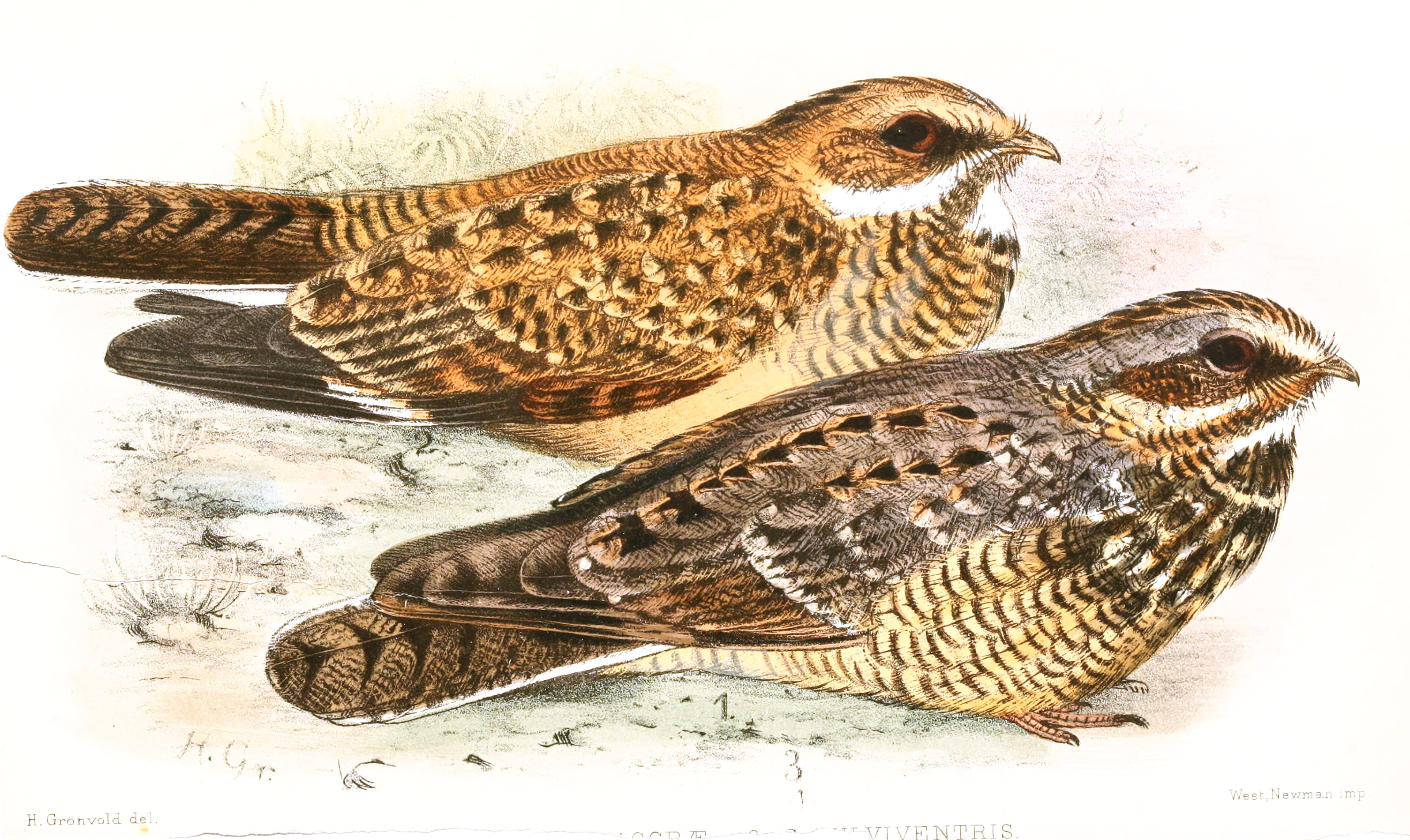
Natalnachtschwalben der Unterart accrae, Illustration

Die Natalnachtschwalbe ist 20–24 cm groß, das Männchen wiegt 86 g und das Weibchen 65 g. Die Oberseite ist braun oder graubraun und kräftig mit großen unregelmäßigen dunkelbraunen Markierungen gefleckt. Die Natal-Nachtschwalbe ähnelt der Höhennachtschwalbe, ist aber nicht so dunkel, das Nackenband ist weniger deutlich. Sie kann auch mit der Gartennachtschwalbe verwechselt werden, hat aber breiteres Weiß an den Steuerfedern, keine weißen Flügelbinden und wirkt im Fluge kurzschwänzig.

## Stimme
Der Ruf des Männchens wird als gleichförmiges chop, chop, chop, chop beschrieben, vom Erdboden aus gerufen, sowie als melodisch lachendes whip hululululu im Fluge.

## Geografische Variation
Es werden folgende Unterarten anerkannt:
- C. n. natalensis Smith, 1845,  Nominatform – verstreut in Gambia, Mali, Äthiopien, Gabun, Angola, in der Demokratischen Republik Kongo und in Südafrika
- C. n. accrae Shelley, 1875 – Küstenstreifen von Sierra Leone bis Kamerun
- C. n. mpasa Smithers, 1954 – Sambia
- C. n. carpi  Smithers, 1954 – Angola, Sambia, Namibia und Botswana

## Lebensweise
Die Nahrung besteht aus Nachtfaltern, Termiten und Käfern.
Die Brutzeit liegt in Sierra Leone im März, in Nigeria zwischen April bis Mai, in Kenia von April bis Juni und in Gabun von August bis Oktober.

## Gefährdungssituation
Die Natal-Nachtschwalbe gilt als „nicht gefährdet“ (least concern).